# Tak tu cicho o zmierzchu... (film 2015)
Tak tu cicho o zmierzchu... (ros. А зори здесь тихие...) – rosyjski dramat wojenny w reżyserii Renata Dawlietiarowa, będący ekranizacją powieści pod tym samym tytułem autorstwa Borisa Wasiljewa. Obraz wykazuje liczne podobieństwa do dwuczęściowego radzieckiego filmu pod tym samym tytułem z 1972 roku, lecz twórcy odmawiają nazywania go remakiem. Główna część zdjęć została zrealizowana w Karelii latem i jesienią 2014 roku w karelskich wioskach Girvas i Padun opisanych w powieści.
Film miał premierę w kinach w Rosji 30 kwietnia 2015 roku. Premiera telewizyjna miała miejsce na Pierwom kanale w Dzień Zwycięstwa 9 maja 2016 roku.

## Fabuła
Wiosną 1942 roku, podczas bitwy o Leningrad, starszyna Fiedot Waskow i pięć młodych artylerzystek baterii przeciwlotniczej Frontu Leningradzkiego stają twarzą w twarz z oddziałem 16 doświadczonych spadochroniarzy, których Niemcy wysyłają na strategicznie ważną misję daleko od linii frontu. Ich celem są Kanał Białomorsko-Bałtycki i Kolej Kirowska – dwie arterie transportowe, bez których oblężony Leningrad niechybnie poniesie klęskę. Waskow i dziewczęta muszą zapobiec sabotażowi, ale będą musieli za to zapłacić najwyższą cenę.

## Obsada
- Piotr Fiodorow – starszyna Fiedot Jewgrafowicz Waskow, komendant strażnicy
- Anastasija Mikulczina – młodszy sierżant Rita Osianina, dowódca drużyny
- Jewgienija Małachowa – Żenia Komielkowa
- Sofija Lebiediewa – Liza Briczkina
- Kristina Asmus – Galia Czetwiertak
- Agnija Kuzniecowa – Sonia Gurwicz
- Jekatierina Wiłkowa – starszy sierżant Kirianowa, zastępca dowódcy drużyny
- Anatolij Biełyj – „Trzeci” (major Czernow)
- Darja Moroz – Maria, gospodyni komendanta
- Wiktor Proskurin – listonosz Makarycz
- Maksim Drozd – pułkownik Aleksiej Łużyn, ukochany Komielkowej
- Aleksiej Barabasz – gość Briczkinów
- Olga Łomonosowa – matka Galii Czetwiertak
- Ilja Aleksiejew – porucznik straży granicznej, mąż Rity Osianinej
- Natalija Batrak  – matka Osianinej
- Walerij Griszko – Iwan Pietrowicz, ojciec Briczkinej
- Jewgienija Uljanowa – matka Briczkinej
- Siegiej Widiniejew – ojciec Komielkowej
- Julija Siłajewa – matka Komielkowej
- Alina Babak – Nadia, młodsza siostra Komielkowej
- Jelena Miedwiediewa – Wiera jasofowna, matka Soni Gurwicz
- Ilja Jermołow – ukochany Soni Gurwicz
- Wasilisa Kuczerienko – Galia Czetwiertak w dzieciństwie
- Alesja Guźko – dziesięcioletnia Liza Briczkina
- Julija Połynskaja – kobieta w bieliźnie
- Nadieżda Azorkina – Polina Jegorowna Jegorowa
- Maksim Dromaszko – porucznik NKWD
- Jewgienij Kostin – strzelec działa przeciwlotniczego
- Julija Kujkka – strzelec działa przeciwlotniczego
- Arczibald Arczibaldowicz – niemiecki sabotażysta
- Nina Kraczkowskaja – rola niepodpisana
- Siergiej Garmasz – lektor

## Ścieżka dźwiękowa
Na potrzeby filmu zespół muzyczny Lube i oficerowie Grupy „Alfa” nagrali piosenkę o tytule „Tak tu cicho o zmierzchu...”.

## Nagrody
- 2015 – główna nagroda w międzynarodowym konkursie Gold Panda Awards dla najlepszego filmu dramatycznego na międzynarodowym festiwalu Sichuan TV Festival (Chiny, Syczuan)[7]
- 2015 – nagroda PLATINUM REMI za najlepszy film fabularny wyprodukowany na potrzeby telewizji (Feature Made for Television/Cable) na WorldFest Houston Film Festival[8]
- 2015 – nagroda dla najlepszego reżysera (Renat Dawlietiarow) na Festiwalu „Sozwiezdije” w Orle[9]
- 2016 – nagroda za najlepszy film fabularny na Moondance International Film Festival (USA, Boulder, Kolorado)[10]